# Victor Hellern
Victor Hellern (20 de fevereiro de 1928) é um historiador norueguês. Escreveu vários livros sobre teologia e história das ideias: entre eles, Religionsboka ("O livro das religiões") (1989), junto com Henry Notaker e Jostein Gaarder.

## Obra (seleção)
- Det gjelder skolens innhold, Universitetsforlaget (editora da Universidade de Oslo), 1966
- Den norske skoles idégrunnlag, Universitetsforlaget (ed. da Universidade de Oslo), 1968
- Kristendommen, editora Gyldendal, 1985
- Religionsboka, com Henry Notaker e Jostein Gaarder, editora Gyldendal, 1989, ISBN 8205171769

Traduções
- O Livro das Religiões (Religionsboka, traduzido da versão inglesa: The book of religions, de James Anderson. Tradução de Isa Mara Lando, editora Companhia das Letras, 2005, ISBN 8535906983)